# 白石踊
白石踊（しらいしおどり）は、笠岡諸島（岡山県笠岡市）の白石島に伝わる独特の盆踊り。国指定の重要無形民俗文化財。

## 特色
源平合戦での戦死者を慰霊するために始まったと伝えられており、白石島の伝統行事として毎年8月のお盆の期間（13日から16日）に公民館前広場で演じられるほか、観光用として7月中旬から8月上旬にかけての毎土曜日に白石島海水浴場の砂浜においても披露されている。
男踊り、笠踊り、奴踊り、鉄砲踊り、真影踊り、女踊り、大師踊り、阿亀踊り、娘踊り（月見踊り）、扇踊り、二つ拍子踊り、梵天踊り、ブラブラ踊りの全13種があり、それぞれ異なる扮装で、異なる振付けを一つの音頭に合わせて同時に踊るという、他にあまり類例のない特徴を持つ。踊り手は梵天、菅笠、団扇などの様々な採物を手にして輪になり、その中央では音頭台と呼ばれる櫓が組まれて「賽の河原」「那須与一」「石童丸」「お夏清十郎」「お半長右衛門」「おさん茂兵衛」「丹波与作」「揚巻助六」「山田の露」など、物語や浄瑠璃を題材にした口説き（音頭）が大太鼓の拍子に乗せて謡われる。
一方、13種の振付けの他に「回向踊り」と称する慰霊のための特別な踊りがある。これは初盆を迎えた家々を訪問して納める鎮魂のための踊りで、この「回向踊り」は、死者への慰霊をその起源と伝える「白石踊」の別称ともなっている。なお、回向踊りは回向供養が行われる8月15日に公民館前広場にて一般に見学することができる。

## 受賞・表彰歴
保存団体「白石踊会」は、島内外を問わず積極的に踊りの継承、普及に取り組んでいる。以下おもな賞歴。
- 第8回（平成12年度）地域伝統芸能大賞（一般財団法人地域伝統芸能活用センター）保存継承賞受賞
- 第2回（平成13年度）おかやま県民文化大賞（岡山県）受賞
- 第15回（平成21年度）エネルギア賞（公益財団法人エネルギア文化・スポーツ財団）受賞
- 第12回（平成23年度）福武文化奨励賞（公益財団法人福武教育文化振興財団）受賞
- 第16回（平成26年度）岡山芸術文化賞（岡山県）功労賞受賞
- 第34回（平成26年度）伝統文化ポーラ賞（公益財団法人ポーラ伝統文化振興財団）地域賞受賞
- 平成29年度 地域文化功労者表彰（文化庁）文部科学大臣表彰
- 第19回（平成29年度）岡山芸術文化賞（岡山県）グランプリ受賞